# الجبل (بني يرزق)
الجبل هو دُوَّار يقع بجماعة بني سميح، إقليم شفشاون، جهة طنجة تطوان الحسيمة في المملكة المغربية. ينتمي الدوّار لمشيخة بني يرزق التي تضم 12 دوار. يقدر عدد سكانه بـ 346 نسمة حسب الإحصاء الرسمي للسكان والسكنى لسنة 2004.

## روابط خارجية
- البوابة الوطنية للجماعات الترابية
- المندوبية السامية للتخطيط